# Sister Rosetta Tharpe
Sister Rosetta Tharpe, född 20 mars 1915 i Cotton Plant i Arkansas, USA, död 9 oktober 1973 i Philadelphia i Pennsylvania, var en amerikansk sångerska och gitarrist. Hon var en av de första gospelartisterna att uppträda både i kyrkor och nattklubbar och var en central gestalt i populariseringen av gospelmusiken på 1930- och 1940-talen.
Tharpe har kallats "the godmother of rock and roll". Hon spelade och sjöng en blandning av andliga texter och innovativt rytmiskt ackompanjemang som inspirerade tidiga rock'n'roll-musiker, bland andra Little Richard, Muddy Waters, Chuck Berry, Elvis Presley och Jerry Lee Lewis.

## Biografi
Tharpes mor Katie Bell Nubin, som var sångerska, mandolinspelare och predikant i Church of God in Christ, uppmuntrade tidigt sin dotter att sjunga och spela gitarr. Redan som fyraåring uppträdde Rosetta Tharpe tillsammans med modern på olika evangeliska konvent i USA. Tharpe presenterades som "Little Rosetta Nubin, the singing and guitar playing miracle".
Efter ett kortvarigt äktenskap med predikanten Thomas Tharpe flyttade Tharpe till New York 1938. I oktober 1938 spelade hon in fyra låtar för skivbolaget Decca Records. "Rock Me," "That's All," "My Man and I" och "The Lonesome Road" var de första gospelsånger som någonsin spelats in på Decca. "That's All" var dessutom den första låten där Tharpe spelade elgitarr – den inspirerade senare artister som Chuck Berry och Elvis Presley.  
1944 spelade Tharpe in låten "Strange things happening every day" som beskrivs som en av de första inspelningarna av rock 'n' roll.
Sister Rosetta Tharpe fortsatte att spela in musik hela sitt liv. 
Hon dog av en stroke 1973, 58 år gammal, och ligger begravd på Northwood Cemetery i Philadelphia.
2007 blev Tharpe postumt invald i Blues Hall of Fame. 2018 blev hon invald i Rock'n'Roll Hall of Fame.

## Album
- 1941 – The Lonesome Road, Decca 224
- 1951 – Blessed Assurance
- 1951 – Wedding Ceremony of Sister Rosetta Tharpe and Russell Morrison
- 1956 – Gospel Train
- 1957 – Famous Negro Spirituals and Gospel Songs
- 1959 – Sister Rosetta Tharpe, MGM
- 1960 – Sister Rosetta Tharpe, Omega
- 1960 – Gospels in Rhythm
- 1960 – Live in 1960
- 1961 – The Gospel Truth with the Sally Jenkins Singers
- 1961 – Sister Rosetta Tharpe, Crown
- 1962 – Sister on Tour
- 1964 – Live in Paris
- 1966 – Live at the Hot Club de France
- 1967 – Negro Gospel Sister Rosetta Tharpe and the Hot Gospel Tabernacle Choir and Players
- 1968 – Precious Memories, Savoy
- 1969 – Singing in My Soul, Savoy